# Campo de concentración de Higuera de Calatrava
El campo de concentración de Higuera de Calatrava (Llamado eufemísticamente Campo de Clasificación de Prisioneros), fue uno de los más de 300 campos de clasificación y represión que hubo en España tras el final de la guerra civil española. Se instaló nada más terminar la contienda, y permaneció abierto hasta junio o julio de 1939. Estaba ubicado en el actual término municipal de Higuera de Calatrava, en la provincia de Jaén.

## Historia
Finalizada la guerra, las autoridades franquistas cercaron con alambre de espino casi todo el pueblo, convirtiéndolo en un campo de concentración para prisioneros republicanos. Allí fueron recluidas más de diez mil personas. Hernández de Miguel recoge en su libro Los Campos de Concentración de Franco distintos testimonios que apuntan a que perecieron un número indeterminado de internos debido al hacinamiento y las enfermedades y que dichas muertes eran ocultadas, no habiendo constancia documental de ningún fallecimiento: cuando se avisaba a los guardianes del hallazgo del cadáver de un compañero, respondían «aquí no se ha muerto nadie», y acto seguido recogían el cuerpo y se lo llevaban a un lugar desconocido, silenciando el hecho. Según esos mismos testimonios, los allí detenidos llegaron a estar hasta veintiún días sin recibir alimento, teniendo que sobrevivir a base de raíces, hierba y los restos de comida adheridos a las calderas donde cocinaban los soldados que custodiaban el recinto. También relatan que tenían lugar asesinatos, mayoritariamente de oficiales del Ejército republicano, que estaban confinados aparte; por las noches los ejecutaban en una colina cercana con ametralladoras y fusiles. Sus restos estarían enterrados en fosas comunes, aunque no hay datos sobre dichas víctimas ni ninguna fosa localizada. El campo estuvo funcionando entre abril y junio o julio de 1939. Una vez clausurado el campo de prisioneros, regresaron la mayoría de vecinos al municipio.

### Clasificación y liberación
El método de trabajo en el llamado Campo de Clasificación de Prisioneros de Higuera de Calatrava, en el que recalaron muchos de los soldados republicanos del sector, entre penosas jornadas y escasez de agua y comida, en mitad de la campiña, hasta tanto fueran reclamados por sus familiares con el aval de dos personas de acreditada adhesión al Glorioso Movimiento Nacional. Esta era la primera prueba a superar para volver a conseguir la libertad y la normalidad en sus vidas y fueron muchos los que no soportaron las inhumanas condiciones, muriendo de enfermedades e inanición antes de regresar a sus casas.